# Henri-Léon Gréber
Pour les articles homonymes, voir Greber.
Henri Désiré Léon Gréber né à Beauvais le 28 mai 1854 et mort à Paris le 4 juin 1941 est un sculpteur, médailleur et céramiste français.

## Biographie
Fils de Johan-Peter Gréber et frère de Paul et Charles Gréber, Henri Gréber est le père de l'architecte Jacques Gréber (1882-1962). Il est l'élève d'Antonin Mercié à l'École des beaux-arts de Paris. Il est nommé chevalier de la Légion d'honneur le 2 janvier 1904.
Il est nommé Rosati d'honneur en 1914.
Il meurt le 4 juin 1941 à son domicile au 65, rue Claude-Bernard dans le 16e arrondissement de Paris et est inhumé au cimetière des Batignolles (11e division).

### Famille

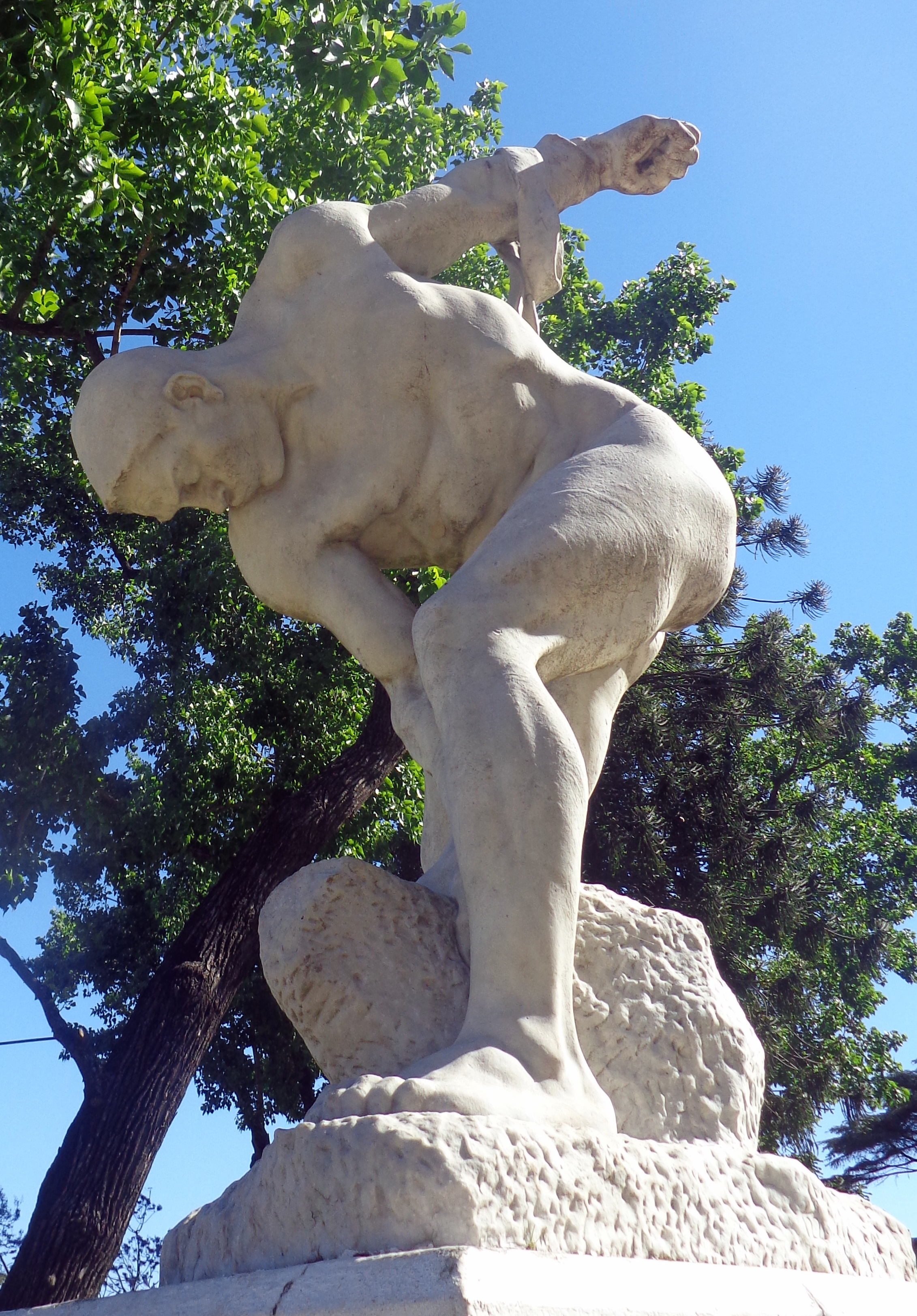
Athlète, au parc du Trois-Février de Buenos-Aires.

Depuis 1870, les Greber forment une dynastie de céramistes.
De 1870 à 1880, (Johan) Peter ou Pierre Gréber (mort en 1898), produit des grès bronzés, un ou des vases grecs à relief, de style Louis XVI, Renaissance réticulés « genre Ziegler », des vases hispano-mauresques, des pots à tabac, des sujets rustiques, etc.
De 1880 à 1890, Paul (1851-1915) et Charles Gréber, est l'auteur de vases en majolique et de vases décorés ou à reflets métalliques.
De 1890 à 1933, Charles Gréber (1853-1935) est connu pour ses grès flammés et des pièces d'inspiration grecque, et son fils Gaston pour ses vases à décor noir et brun.
Henri-Léon Gréber, avec Les Quatre Saisons, fournit des motifs d'architecture pour la décoration de façades, des panneaux, balustres, cheminées et vases de jardin.
De 1933 à 1962, date de la fermeture de la faïencerie, Pierre Gréber (1896-1965) et sa fille Françoise Gréber-Hebbrecht fabriquent des vases aux formes multiples et une centaine de grands plats, certains décorés par Mme Pierre Gréber.

## Œuvres dans les collections publiques

### États-Unis
- Kansas City (Missouri) : Jesse Clyde Nichols (en) Memorial, 1910, fontaine, érigée en 1960.
- San Francisco, Huntington Park : Danse des Lutins, groupe en bronze, fonte Barbedienne.
- Wyndmoor (Pennsylvanie), parc de Whitemarsh Hall : allégories fluviales, groupe en pierre.

### France
- Beauvais :

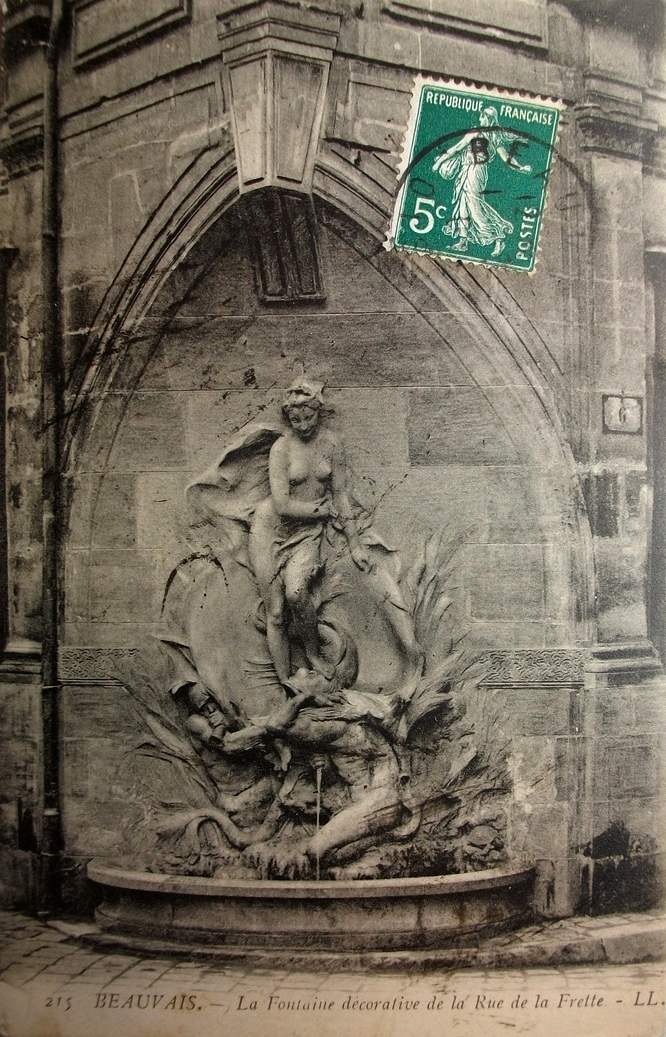
La Fontaine des Amis des arts dans son état original à Beauvais, carte postale de 1908.

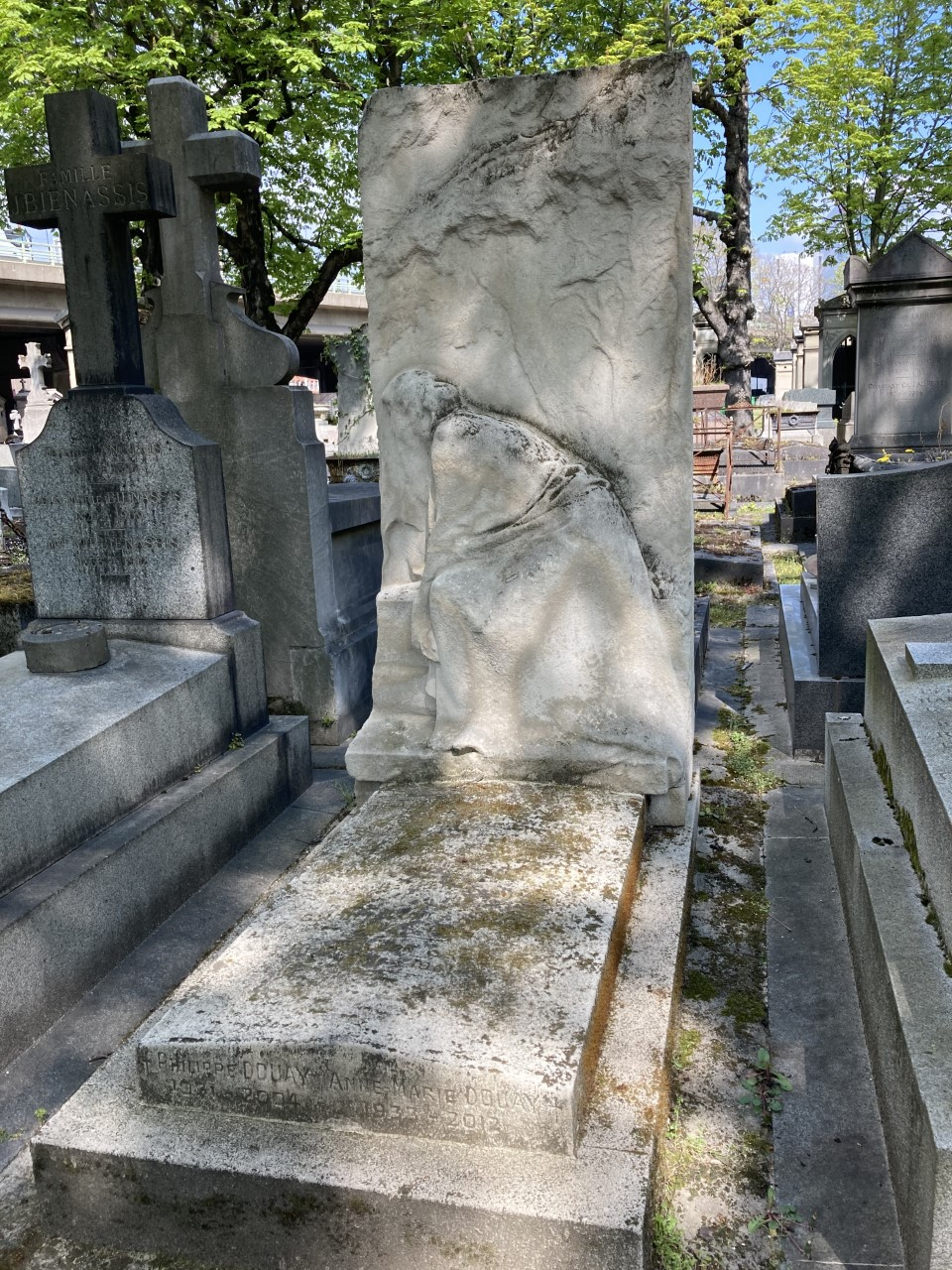
Tombe de Gréber avec une pleureuse de son œuvre au cimetière des Batignolles.

  - lycée François Truffaut : Monument à la mémoire des 153 instituteurs de l'Oise morts la France (1914-1918).
  - place Foch : Fontaine Gréber ou Fontaine des Amis des arts, inaugurée en 1906 rue de la Frette, endommagée par les bombardements pendant la Seconde Guerre mondiale, démontée et replacée place Foch après 1988[9].
- Besançon : Monument à Just Becquet, 1909[10].
- Bordeaux : Mausolée de Jean-Victor Crozatier, 1927 (Cimetière de la Chartreuse).
- Brest, musée des Beaux-Arts : Narcisse, 1909, modèle en plâtre, détruit pendant la Seconde Guerre mondiale[11].
- Dijon, place du Trente-Octobre : La Résistance, 1880, statue en marbre, en remplacement d'une œuvre de Paul Cabet, détruite en 1875.
- Ermenonville : Monument à Jean-Jacques Rousseau, 1907, marbre.
- Épineuse : Monument à Léon Gambetta, 1909
- Largny-sur-Automne, propriété Castellant : Monument à Jean-Jacques Rousseau, 1907, plâtre.
- Montreuil : Monument aux morts, 1921.
- Orange, théâtre antique : Paul Mariéton, 1912, buste.
- Paris :
  - église Saint Pierre de Montmartre : Christ en croix, 1934[12].
  - Grand Palais, façade : L'Industrie, 1900, statue en pierre calcaire.
  - jardin des plantes : Monument à Emmanuel Frémiet, 1913, bronze.
  - musée d'Orsay :
    - Coup de Grisou, 1892-1896, statue en marbre[13] ;
    - Emmanuel Frémiet, 1903, statuette en marbre[14] ;
    - Jean-Léon Gérôme, 1904, statuette en marbre[15] ;
    - Antonin Mercié, 1906, statuette en marbre[16] ;
    - Narcisse, 1909, marbre, œuvre détruite. Cette œuvre a été éditée en bronze par la fonderie Siot-Decauville[11] ;
    - La Mère de l'artiste, à l'âge de 79 ans, 1908, haut-relief en marbre[17].
- Sceaux, jardin des Félibres : Paul Mariéton, 1912, buste en bronze.
- Trie-Château, château de Trie : Monument à Jean-Jacques Rousseau, 1907.

## Hommage
Une rue de Beauvais porte son nom.

Œuvres d'Henri-Léon Gréber
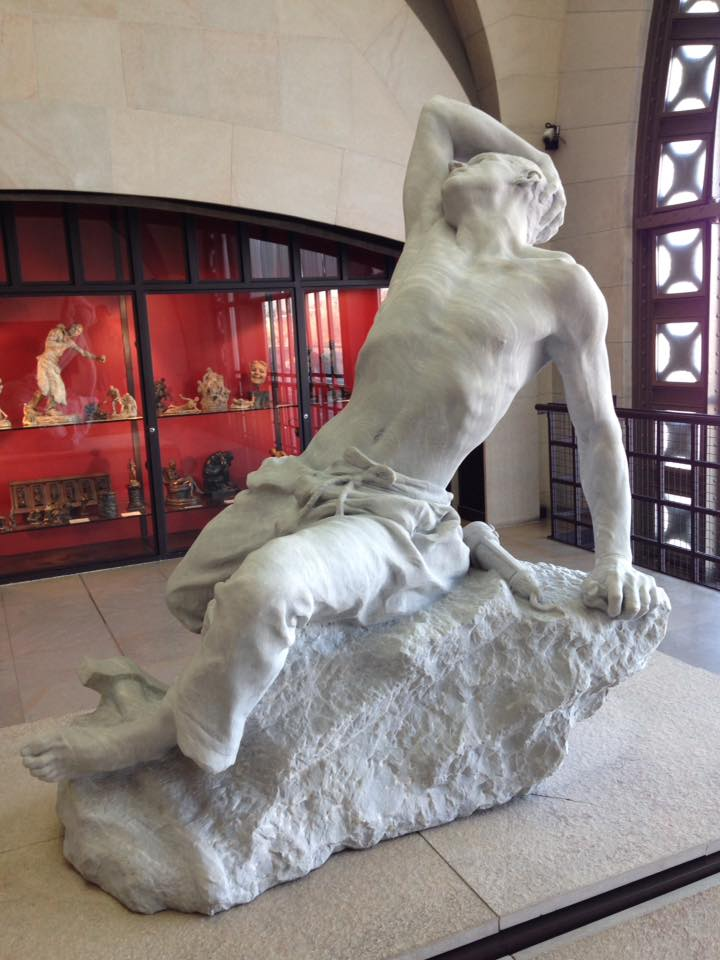
Le Coup de grisou (1892-1896), Paris, musée d'Orsay.
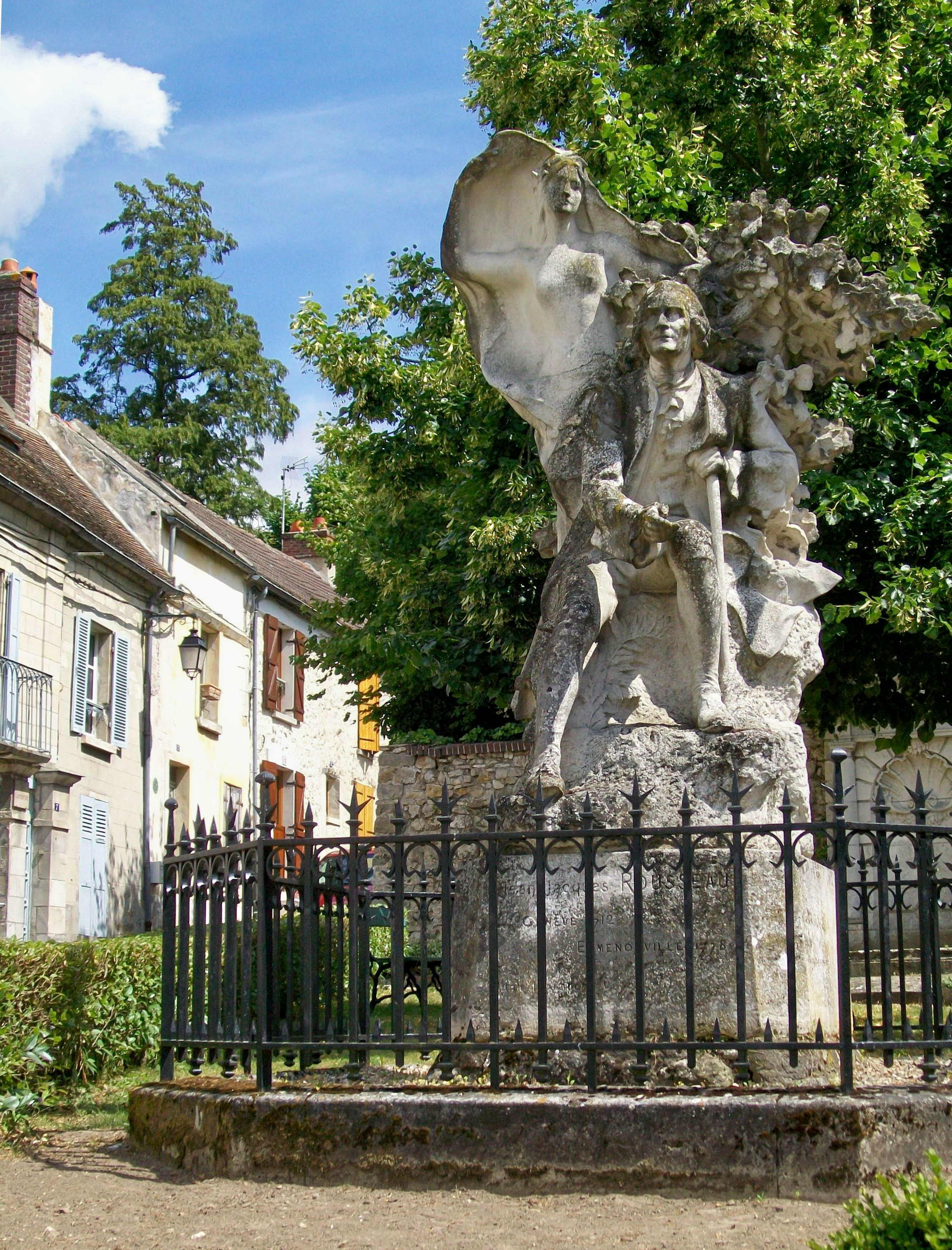
Monument à Jean-Jacques Rousseau (1907), Ermenonville.
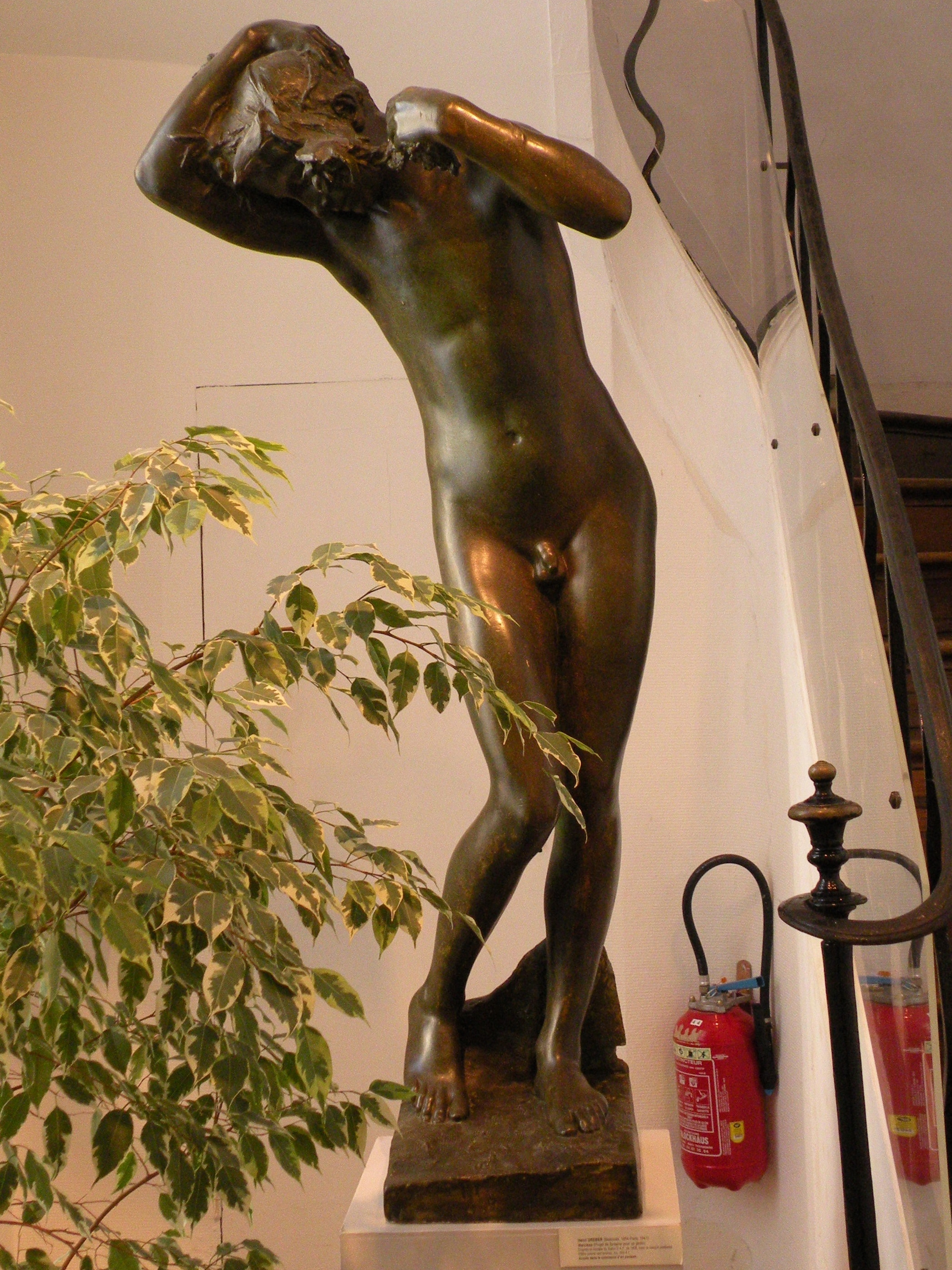
Narcisse (1909), plâtre patiné, Beauvais, musée départemental de l'Oise.
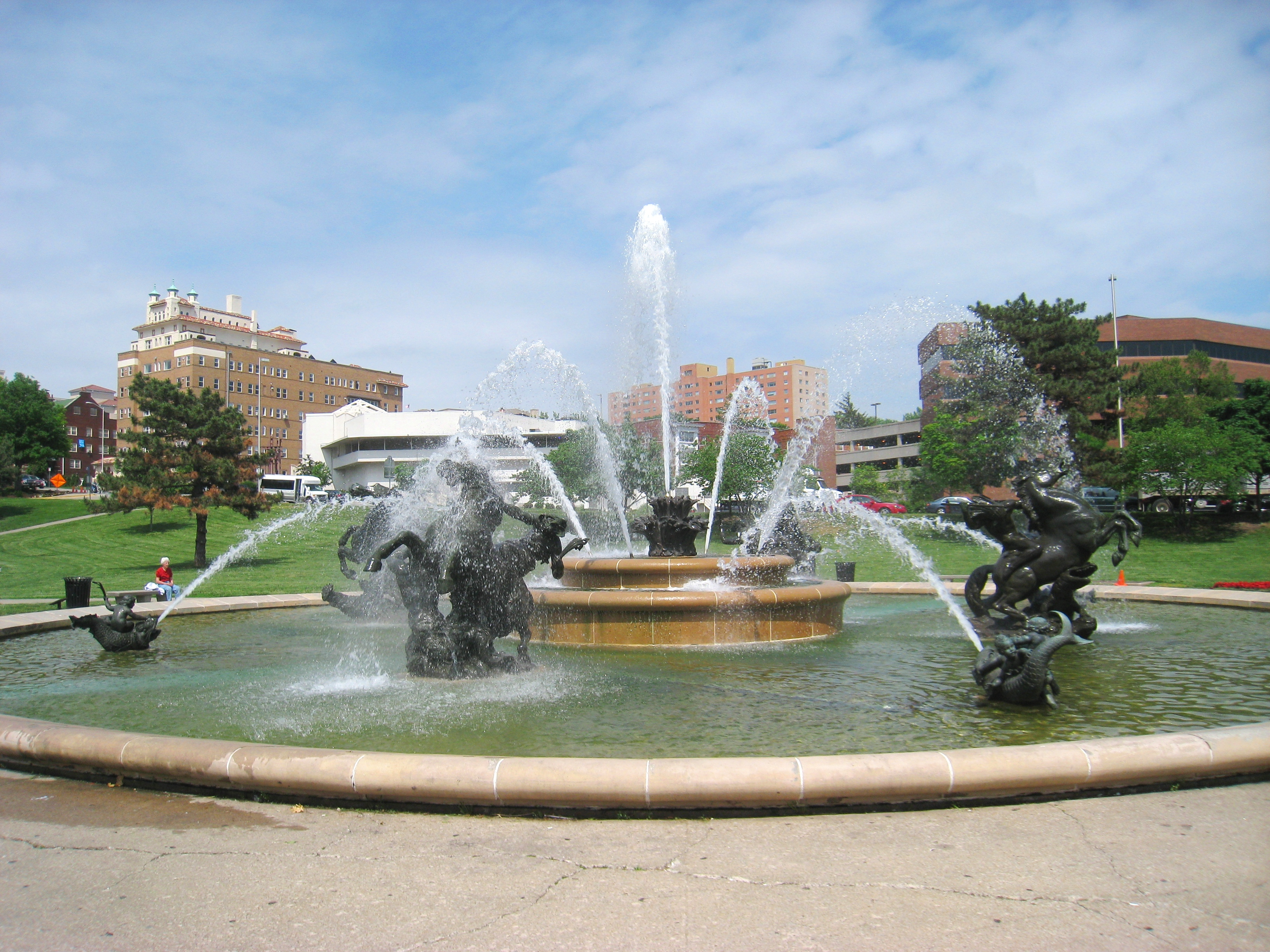
Jesse Clyde Nichols Memorial (1910), Kansas City.
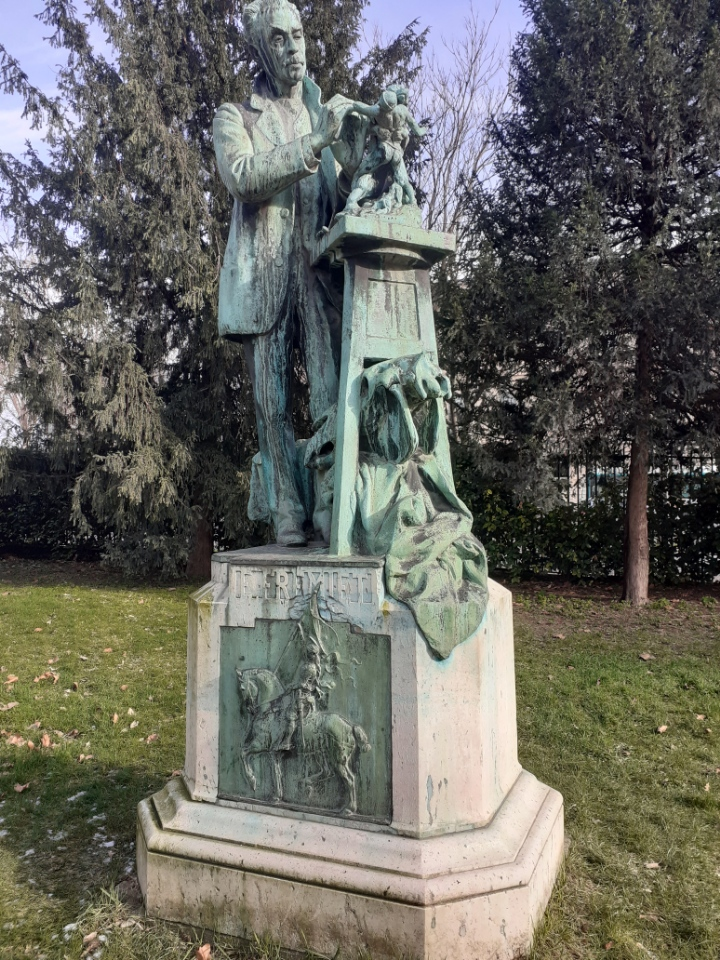
Monument à Emmanuel Frémiet (1913), Paris, jardin des plantes.
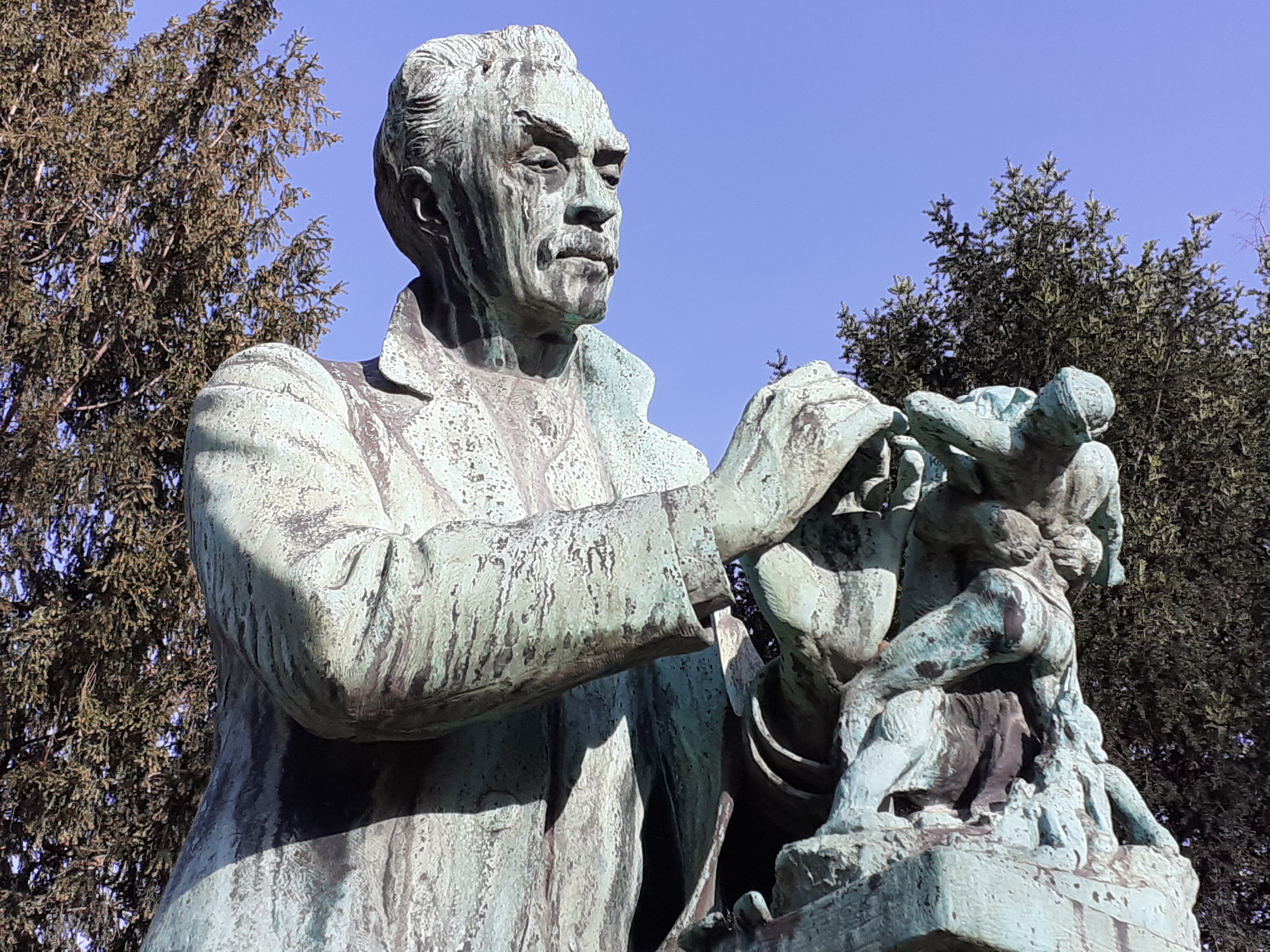
Détail
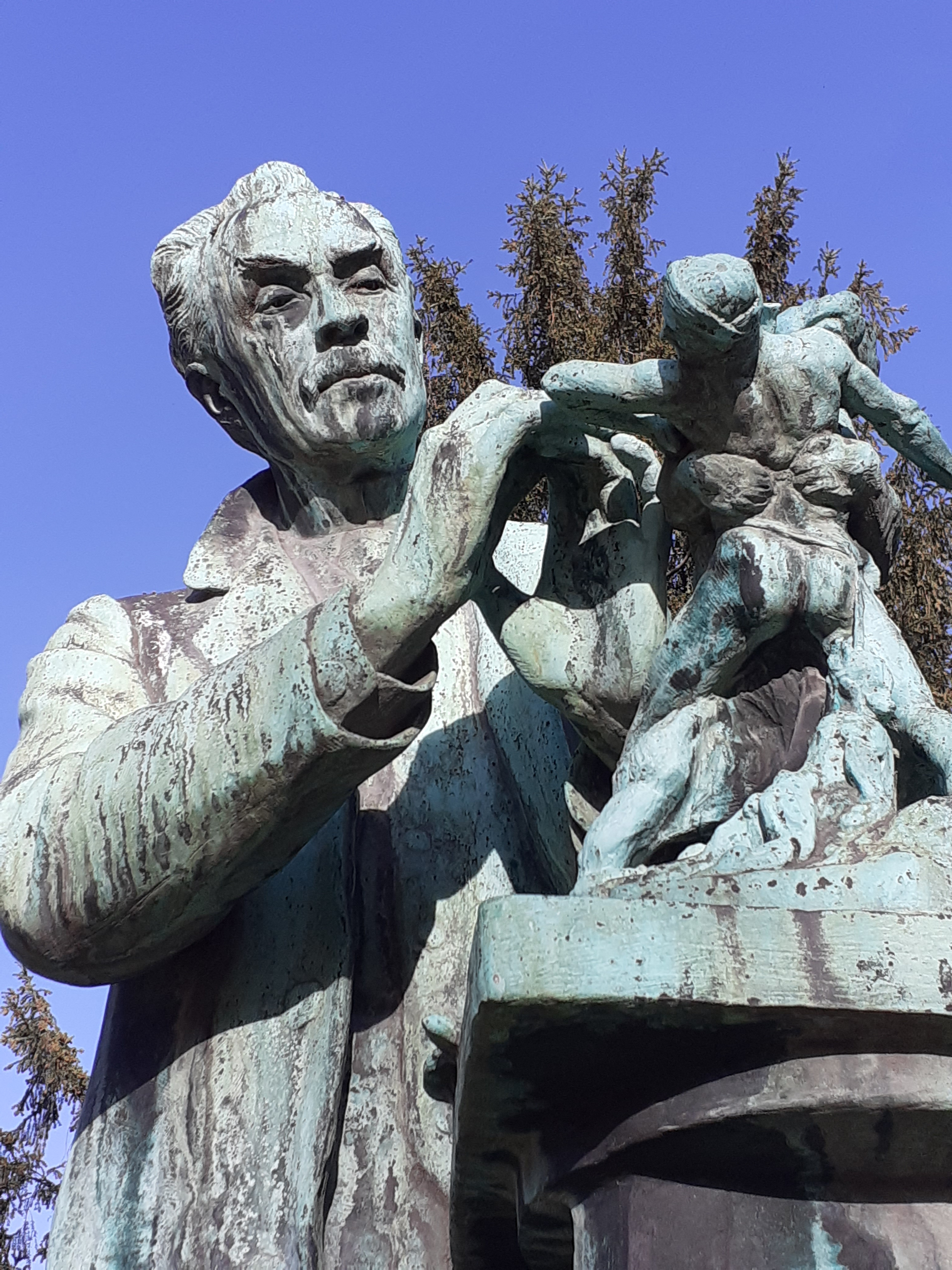
Détail